# Porsche 961
Porsche 961 – samochód wyścigowy firmy Porsche montowany w latach 1986–1987. Bazował na modelu 959, posiadał napęd na cztery koła. Osiągał prędkość maksymalną ok. 340 km/h. Największy sukces osiągnął w 1986 roku w wyścigu 24h Le Mans, prowadzony przez team kierowców René Metge oraz Claude Ballot-Léna w stajni Rothmans Porsche. Występ na wyścigu 24h Le Mans rok później okazał się porażką i był ostatni w historii tego modelu.